# Frank Lipari
Frank Lipari, (François Amedeo Angeli), né le 24 mai 1927 et mort le 27 octobre 2015 à Montréal, était un designer graphique, artiste-peintre, illustrateur et designer industriel du Québec. La majorité de sa carrière professionnelle pris place au sein de The Gazette Printing dans lequel il occupa plusieurs postes importants. Lauréat de plusieurs prix, il cumula plus de 150 reconnaissances nationales et internationales en design et il fut membre à l'Académie Canadienne des Arts, depuis 1978.

## Biographie

### Situation familiale
Frank Lipari vivait à Montréal, il avait une sœur Carmen (Gérald Leroux) et deux frères Julio et Renaldo (Sheila Gain). Frank Lipari fut marié premièrement à Marguerite Quesnel puis par la suite à Sheila Hawley en 1980. Il avait deux belles-filles du nom de Michelle Côté et Madeleine (Maddy) Côté. « Amant de la nature, il se passionnait pour la pêche et la chasse et il aimait partager avec tant d'enthousiasme ses connaissances sur les lacs et les rivières avec sa famille et ses amis.» 

### Études en Arts
Apprenti typographe de 1942 à 1946, il commença la même année une formation à la Sir George Williams School of Arts en «Life Drawing». En 1947, il poursuivit en «Fine Art» dans la même école. Sous la supervision de Francesco Iacurto, il suivit un cours de «Academic Portrait» l'année suivante. Entre 1949-1950, Frank Lipari occupa le poste de graphiste avec Gaston Parent chez Charles W.McDonald puis durant la même année, il travailla comme graphiste chez Bomac. Après cinq années d'expertise en tant que graphiste, il décida d'aller se perfectionner au Art Center School of Los Angeles, en complétant un cours d'études supérieures en conceptions publicitaires et conception graphique (1955), entre autres supervisé par Mlle B. Polifka et Harry Thomson. Finalement, il ajouta à sa formation des études spécialisées en Motion Picture and T.V. Film Production de 1955-1957 à Montréal, New York et Hollywood.

### Autres Formations
En plus de ces études en Arts, Frank Lipari se spécialisa dans le domaine du commerce, de la gestion et de la comptabilité, en élevage animal et en agriculture. En 1953, il étudia à la Chambre du commerce de Montréal en publicité et en relations publiques. De 1959-1962, il a par la suite étudié en élevage bovin et en agriculture. En 1966 et en 1969, Lipari étudia les principes de la finance et de la comptabilité, puis en gestion de commerce à l’American Management Association. Puis en 1974, Frank Lipari suivit une formation au Printing Industries of America en gestion de production.

### The Gazette Printing et Emplois
Il commença sa carrière au Gazette Printing and Newspaper Group, en 1950 et y demeura jusqu'en 1988. Il occupa le poste de graphiste (1950-1955), graphiste en chef (1955-1964), directeur artistique (1964-1970), directeur des services de création (1970-1976), directeur du marketing et des ventes (1976-1978), vice-président, directeur général (1978-1983), puis il fut vice-président de Southam Printing (1983-1988), la compagnie de communication qui avait acquis le journal en 1968. Entre 1986-1988, il fut vice-président senior de Dittler LPS (Southam) à Oakwood, en Géorgie, aux États-Unis. Par la suite de 1991-1994, il enseigna les Arts Visuels au Collège Dawson à Montréal. Durant l'année 1991, il fut nommé vice-président régional (Québec) de l'Académie Royale des arts du Canada. Depuis 2003, il poursuivra sa carrière de peintre à Montréal.

### Peinture
Parallèlement à sa carrière de Designer graphique, Frank Lipari a également eu beaucoup de succès en tant qu'artiste peintre. Son style était reconnu pour mettre en relation le figuratif et l'abstrait de sorte à les faire cohabiter parfaitement sur ses toiles. Un style également «décrit comme la géométrisation de l'espace et des objets, exprimés par la réduction des surfaces en plans.» Malgré l'utilisation qu'il fait de ses formes plus géométriques et lyriques, Lipari demeure un peintre d'observation. Sa palette de couleurs se composait «de couleurs primaires pures, appliquées de façon tellement mince qu'elles semblent translucides.»
Dorothy Pfeiffer, actrice américaine dit de Lipari : «Lipari est avant tout un peintre de l’observation, de l’esprit et toujours de la réaction humaine et l’émotion, qu’il déguise son intention par la conception de formes lyriques de poissons ou des oiseaux, ou l’exprime dans le ciel d’un bleu intense ou des paysages enneigés. L’art de Lipari est entièrement personnel loin d’être purement décoratif, ses peintures avancent des idées et contiennent une philosophie profondément convaincante. Lipari travaille à ses dessins embellis dans une chaleur blanche d’inspiration créatrice. Il ne peut pas se reposer jusqu’à ce que l’idée elle-même soit exprimée sur toile ou sur papier. Il y a donc un sentiment de spontanéité dans presque tout ce qu’il dessine ou peint.»

### Designer industriel
Frank Lipari a aussi fait la conception de plusieurs objets. Entre autres, il conçut plusieurs bicyclettes pour la compagnie montréalaise Guru. En 2004, un prix lui a d'ailleurs été attribué par l'Institut de Design Montréal pour son vélo nommé «Crono». Ce dernier possédait des qualités d'aérodynamisme et de durabilité exceptionnelles développées spécialement pour le triathlon. Un vélo innovateur en carbone plus léger et solide, M. Lipari a tout simplement «réinventé la forme du vélo». De plus, le cadre du vélo est construit avec des «tubes aérodynamiques profilés faits à la main». Ces créations ont permis à la compagnie Guru Bicycle Inc de Montréal, d'augmenter leur chiffre d'affaires passant de 250 000,00$ à l'an 2000 à 4 000 000,00$ en 2004 soit une augmentation de 1,600 % en 4 ans. Ces vélos haut de gamme sont vendus au Canada, aux États-Unis (60 %), en Angleterre et en Australie.

### Expositions
Lipari a participé à de nombreuses expositions, tant en solo que collectif au cours de sa carrière. Sa première exposition solo de peinture et de dessin eut lieu au Arts Club de Montréal en 1958. Il exposa aussi aux côtés de Michel Kouliche à la galerie Hélène de Champlain, et à Montréal en 1959. Une autre de ses expositions solo se déroula au musée des beaux-arts de Montréal en 1960 dans la galerie XII.
Autres expositions :
- 1954: Exposition à Paris, Groupe de Designer Canadien
- 1955 : Exposition à Tokyo, Groupe de Designer Canadien
- 1958 : Exposition itinérante , CUSAC, Canadian Drawings
- 1958 : Exposition à Montréal, Exposition solo, au Club des arts de Montréal
- 1958 : Exposition à Montréal, (groupe) Musée des beaux-arts de Montréal
- 1958 : Exposition à Montréal, Sept peintres Montréalais, Galerie Dresdnere
- 1959 : Exposition à Montréal, (Groupe), au Club des arts de Montréal, Peinture à l'huile
- 1959 : Exposition à New York, (Groupe) Canada House, Aspect of Canadian painting
- 1960 : Exposition à Montréal, Exposition solo au Musée des beaux-arts de Montréal, Peinture et Dessins
- 1960 : Exposition à Montréal, (Groupe), Musée des beaux-arts de Montréal, Exposition du Printemps, Dessin et peinture à l'huile
- 1960-1961: Exposition à Toronto, 4 artistes Montréalais, Galerie Here and Now
- 1961 : Exposition à Ottawa, (Groupe), Quatrième biennale du Canada, Galerie National à Ottawa et partout au pays
- 1967 : Exposition à l'Expo 67, (Groupe de dix), Centennial, Expo 67
- 1988-1994 : Exposition Permanente , Galerie Dominion de Montréal
- 1991 : Exposition à Toronto, (Groupe), «Tableau du Québec», à l'Academy House Gallery, Au Royal Canadian Academy of Arts
- 1991 : Exposition de groupe d'impression de Toronto, à l'Academy House Gallery, Royal Canadian Academy of Arts[2]

## Prix et distinctions
Tout au long de sa carrière, Frank Lipari s'est vu attribuer plusieurs honneurs et distinctions dans chacun de ces champs d'expertise à Montréal, Toronto, New York, Pheonix et Arizona : 
- 1952 : Best Cover, New York Financial Post, N.Y.
- 1952 : Magazine Design Certificate of Merit du International Council of Industrial Editors
- 1953 : Direct Mail Design Award du DMAA
- 1953 : Magazine Cover Award du CDMLC
- 1955 : Cover Art Award du Toronto Art Directors' Club Exhib.
- 1956 : Direct Mail Design Award du CDMLC
- 1958 : Design of Stationery Award du Lithographers' National Assoc., U.S.
- 1958 : 15 Certificates of Merit Awards for booklet design de "Typography '58"
- 1959 : 4 Certificates of Merit de "Typography '59"
- 1959 : Booklet Design Award du Lithographers' Nat. Assoc., U.S.
- 1959 : Magazine Design Award du Lithographers' Nat. Assoc., U.S.
- 1960 : Christmas Cards Award, Lithographers' Nat. Assoc., U.S.
- 1960 : Certificate of Merit Award de "Typography '60"
- 1961 : Business Stationery Award, Lithographers' Nat. Assoc., U.S.
- 1962 : Magazine Cover Award, Lithographers' Nat. Assoc., U.S.
- 1962 : Stationery Award Lithographers' Nat. Assoc., U.S.
- 1962 : 6 Certificates of Merit de "Typography "62"
- 1963 : Magazine Design Award, Lithographers' Nat. Assoc., U.S.
- 1964 : Excellence in Literature, Building Products Award
- 1965 : Design of Booklet on architecture, Peter Barratt Award
- 1966 : Prix de mérite, Directeur artistique, Exposition "Graphica" 66 ", Annonce de Presse, Gazette Print.
- 1967 : Médaille de bronze, New York Financial World (U.S.) Pour le meilleur Rapport annuel canadien - Canadian Pacific Railways
- 1967 : Prix, Poste Financier (Canada), Primary Manufacturing - Consolidated Paper Corporation
- 1967 : Prix, Poste Financier (Canada), Service Public - Canadian Pacific Railway 1966
- 1968 : Prix, Printing Industries of America (Chicago), Direct Mail Gutenberg Press, Rolland paper co.
- 1968 : 2 Prix, "Graphica 68 (Art Directors Club of Toronto)", Magazine- Abitibi Impression Volume 1, Number 1, 1968
  - Livret - Guide to selection of process Color Comparisions for Rolland Paper
- 1968 : Médaille de bronze, New York Finacial World (U.S.) Pour le meilleur Rapport annuel Canadien, Canadian Pacific Railway 1967
- 1969 : Prix, Graphic Designers Society of Canada for graphic Art Guide, Guide to Selection of Process Color Combinaisons
- 1969 : Prix de Mérite, Financial World, New York, Pour le rapport annuel du guide téléphonique québécois, 1967
- 1969 : Prix, Printing Industries of America (Washington, D.C.), Illustration pour des cartes de Noël
- 1969 : Prix de mérite, Monde Financier, New York, Canadian Pacific Annul Report, 1968
- 1969 : Prix de mérite, Monde Financier, New York, Pour le rapport annuel du guide téléphonique québécois, 1968
- 1970 : Prix de distinction, Association of Railroad, Editors, for Canadian Pacific
- 1970 : Prix d'excellence, Life insurance Advertisers Association, Pour la Sun Life, Rapport Annuel de 1968-1969
- 1970 : Prix, Monde financier, New York, Canadian Pacific Annual Report 1969
- 1971 : Prix, Printing Industries of America, Southam Press Limited, Annual Report 1970
- 1971 : Prix, Printing Industries of America, Igloo Import & Supply Co. Ltd. - Medico Posters.
- 1971 : Prix, The life Advertisers Conference - Sun Life Annual Report 1971
- 1971 : Premier Prix , The Financial Post (Canada), Royal Thrust Company, Annual Report 1971
- 1972 : Prix de mérite, Graphica "72", A walk in Old Montréal, Benson & Hedges
- 1972 : Prix, Printing Industries of America, Southam Press Limited, Annual Report 1971
- 1972 : Prix, Printing Industries of America, Come to Prince Edward Island Book
- 1973 : Prix de Mérite, Financial World, New York, Canadian Pacific Annual Report 1972
- 1973 : 2 Prix Golden Quill, Sun Life Orbit and Around the sun, National Association of Communication
- 1973 : Prix de Réalisation, Printing Industries of America, printers Self-Advertising competition for Southam Press Rapport Annuel de 1972
- 1973 : Prix de Réalisation, Printing industries of America, for Gazette Canadian Printing Stationery
- 2004 : Prix de l’IDM en design industriel